# イメージ・マクロ

イメージ・マクロの例

イメージ・マクロ（image macro）とは、何らかの文字が重ね合わされた、写真や絵を基にしたデジタルメディアである。もっとも一般的なインターネット・ミームのひとつであり、素早い拡散や「例えば[...]に表されるような独特な考えである、書かれた文字、画像、言葉の『変容』を始めとする一種の『文化』」の吸収も意味するようになった。
イメージ・マクロの多くは「機知に富んだ言葉」や「決めぜりふ」を用いるが、すべてのイメージ・マクロにユーモアが必要なわけではない。表情の豊かな猫の写真に文字が書き込まれているLOLCatsは、初期の有名なイメージ・マクロであると考えられている。アドバイスをする動物のイメージ・マクロはストックキャラクターマクロとも呼ばれ、イメージ・マクロのテンプレートと大きな関わりがある。

## 語源と用法
「イメージ・マクロ」の用語が最初に使われたのはサムシング・オーフル・フォーラムであった。言葉の派生元である「マクロ」とは利用者が入力できる短い文字列のことであり、フォーラムのソフトウェアは入力された文字列を自動で解析し、あらかじめ作成された特定の画像を示す符号へと変換する。これは同様にコンピュータ関係のマクロに由来し、マクロとは「多くは文字列である特定の入力動作が、こちらも多くは文字列である出力動作へ、明確に定められた手続に従ってどのように対応するのかというルールやパターンのこと」である。
「マクロ」はそれ自身が「マクロ・インストラクション」の短縮された略語である。
2007年の初頭に、lolcatや同様の似たようなイメージ・マクロがインターネットにおける現象のひとつとして、創出したコミュニティの垣根を越えて広がり、広く人気となった。

## 形式

典型的なイメージ・マクロの構成

もちろん様々な構成があるが、もっとも一般的な形式のイメージ・マクロは次のような要素を含んでいる。
1. 文字。概してImpactフォントの大きな文字であり[5]、画像の上部と下部にそれぞれ中央揃えされ、すべて大文字である。どのような背景色であっても可読性を維持するために白文字に黒縁取りが一般に用いられる。上部の文字は前置きに過ぎず、下部の文字が主な内容であることが多い。誇張された意図的な綴りの間違いが滑稽な効果を狙ってしばしば用いられる[要出典]。
2. 文字の後ろに配置される画像。例えばBad Luck Brianなど、これらの画像はインターネットユーザーに広く認識された特定の画像群の中から選ばれることが多い。しかしながら、前述の文字様式に沿えば、どのような画像であってもイメージ・マクロの文脈を帯びることができる。
3. 画像。たいていはミュージックビデオやTVショーや映画から切り出されるが、ときには字幕が重なっており、白い背景に黒い文字のエイリアルやヘルベチカノイエが一般的である。

## 典型的な例
猫や他の動物の画像に滑稽な文をつけたものは、2000年代の中頃からおおむね人気のものであった、動物が用いられたイメージ・マクロで広く知られているものには、lolcat、every time you masturbate... God kills a kitten、O RLY?、Doge、グランピー・キャットなどがある。
「O RLY」は「Oh, really?」の略語としてしばしば用いられ、古典的なO RLYのイメージ・マクロでもあるシロフクロウの写真とともに最初は使われていた。これはすぐにウェブに膾炙し、引き続いて幅広い様々な気持ちを伝える他のマクロが生み出された。
他の様式のイメージ・マクロで独特の文脈を形成してきたものに「lolcat」があり、猫の写真が使われた画像に滑稽さを与えることを意図した文字列が添えられている。文字列は独特であり文法が不正確であることが多く、このような言葉の使い方は「lolspeak」として知られている。動物の観点から話されているような言葉もよく見られる。
レイジコミックスをもとにした「レイジ・フェイス」は、日々のこと又は誇張された状況や反応をおもしろおかしく描くことに用いられていた。ある特定のレイジ・フェイスの画像がイメージ・マクロの様式に落とし込まれ、画像がほのめかす感情や文脈と結びつけて作られたものであって、もちろんレイジコミックそれ自体はイメージ・マクロではない。
他の有名な形式のイメージ・マクロには、様々なところから取り出されたある特定の個人や絵が色鮮やかな背景の前にある、「advice animals」として知られるものがある。これらの「キャラクター」にはしばしば同じ画像が使われるが、個別のインターネットユーザーは別々の滑稽な文字列をつけることができた。これらのキャラクターには「Bad Luck Brian」、「Success Kid」、Scumbag Steveなどが含まれる。Bad Luck Brianのイメージキャプションは不幸な出来事に対して使われ、Success Kidのイメージキャプションは幸運を含んだ日々の出来事を表現し、Scumbag Steve captionsのキャプションは誰かにされた友好的でない行動を描いた。
Know Your Memeのようなウェブサイトは、Bad Luck Brianのようなインターネット・ミームと呼ぶにふさわしく一般的になったイメージ・マクロを記録し、論題が最初に意図されていたこと、グーグルトレンドで測ることができる拡散過程や一般性なども記述している。
その他の一般的なイメージ・マクロの傾向には、テレビや映画の特定のシーンを用いたものがあり、ロードオブザリングよりOne does not simply walk into Mordorなどや、フューチュラマのキャラクターであるフライが不確かさに目を細めた一場面の画像である「Not Sure If-」などがある。

## 評価
イメージ・マクロの中には、人種差別主義者、性差別主義者などをはじめとする主義に対して解釈に曖昧な余地を残すため、「犬笛(政治、dogwhistling)」に加担しているとして非難を受けているものもある。解釈の曖昧さについてはポーの法則に言及されており、イメージ・マクロにおける風刺と純粋な会話を区別することの困難さがある。